# Августа Саксен-Гота-Альтенбурзька (1752—1805)
Авгу́ста Луї́за Фредері́ка Са́ксен-Го́та-Альтенбу́рзька (нім. Auguste Luise Friederike von Sachsen-Gotha-Altenburg), 30 листопада 1752 — 28 травня 1805) — принцеса Саксен-Гота-Альтенбурзька з Ернестинської лінії Веттінів, донька принца Саксен-Гота-Альтенбурзького Йоганна Августа та графині Ройсс-Шляйцької Луїзи, дружина князя Шварцбург-Рудольштадту Фрідріха Карла.

## Біографія
Народилась 30 листопада 1752 року у Роді. Стала первістком в родині принца Саксен-Гота-Альтенбурзького Йоганна Августа та його дружини Луїзи Ройсс цу Шляйц, з'явившись на світ за десять місяців після їхнього весілля. Мала молодшу сестру Луїзу. Мешкало сімейство у міському замку Роди.
Батько, перебуваючи на службі в імперському війську, у 1754 році отримав звання рейхсгенерала-фельдмаршала. Він помер, коли Авґусті виповнилося 14 років. Матір більше не одружувалася. За шість років її також не стало. Менша сестра у 1775 році стала дружиною спадкоємця мекленбург-шверінського престолу.

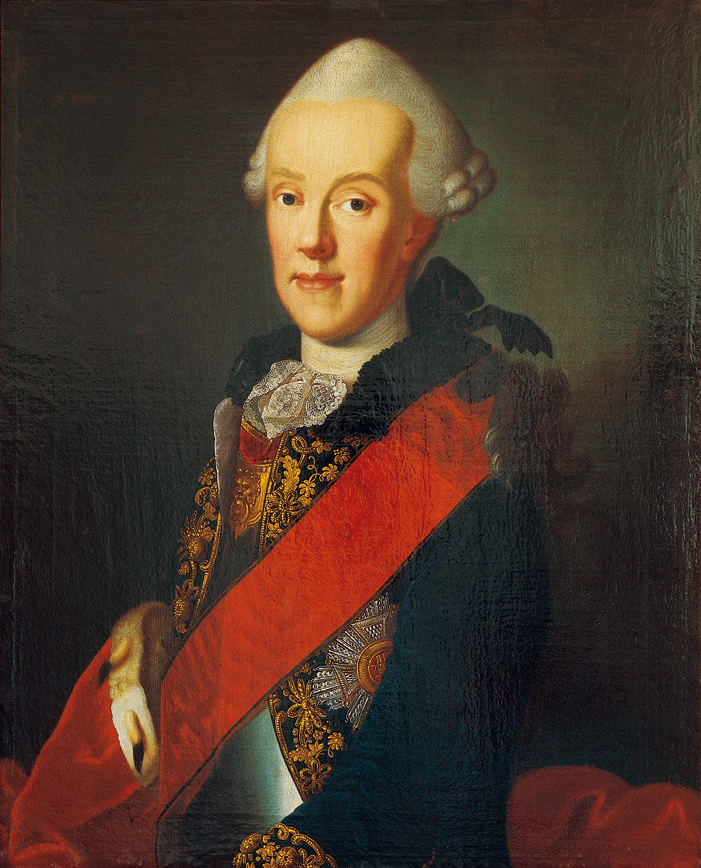
Портрет Фрідріха Карла пензля невідомого майстра

Перед своїм 28-м днем народження Августа взяла шлюб із 44-річним спадкоємним принцом Шварцбург-Рудольштадту Фрідріхом Карлом. Весілля пройшло 28 листопада 1780 у Роді. Наречений був удівцем, від попереднього шлюбу він мав п'ятеро малолітніх дітей. Спільних нащадків у подружжя не народилося.
Фрідріх Карл мав пристрасть до природознавства, збирав природничі колекції, листувався з відомими натуралістами. Став правителем у серпні 1790 року, але вже у 1792 році із ним трапився удар, й за кілька місяців він помер.
Авґуста пішла з життя за часів правління свого пасинка Людвіга Фрідріха II, в останній рік існування Священної Римської імперії. Була похована у замковій кірсі Шварцбургу. У 1940 році прах її та інших членів родини був перепохований у міській церкві Святого Андреаса в Рудольштадті.